# Thomas Pobel
Thomas Pobel, né le 23 novembre 1547 et mort le 30 septembre 1619, est dignitaire catholique, fait évêque, entre la fin du XVIe siècle et le début du XVIIe siècle.

## Biographie

### Origines
Thomas Pobel naît le 23 novembre 1547, à Chambéry, capitale du duché de Savoie, sous domination française à cette période,. Le chanoine Jean-Louis Grillet (1807) l'avait fait naître à Bonneville. Il est le fils de Catherin Pobel et de Jeanne Alardet,,.
Son père, qualifié de noble et seigneur d'Agnière, d'Ayse et du Mollard, est un avocat, qui devient successivement président du conseil de Genevois (1551), puis président du sénat de Savoie, lors de sa création en 1559, puis son premier président l'année suivante,,. Il a trois frères vivants et deux sœurs,. L'aîné, Claude-François, seigneur du Molard, est chevalier au Sénat de Savoie, chambellan du duc de Savoie. Raymond, seigneur d'Anières, est avocat au Sénat, troisième, puis second président de la chmabre. Enfin, Claude, est chambellan du duc.

### Épiscopat
Thomas Pobel, après une formation sacerdotale, est donné comme docteur en droit canon en 1979, alors qu'il n'est que sous-diacre.
Il est donc nommé évêque de Saint-Paul-Trois-Châteaux, le 7 septembre 1579, alors qu'il n'a pas reçu le diaconat et la prêtrise,. François Mugnier indique, sans donner de date, qu'il les auraient obtenu à Rome. L'historien souligne également que la cérémonie de sacralisation à du se dérouler dans cette ville, puisqu'il s'y trouve encore en 1580.
Il succède à son parent éloigné, Jean de Joly de Choin, qui a démissionné à son profit et le « nomma au roi de France pour tenir sa place ». Cependant Jean de Joly  est mort avant la demande faite et sa « présentation [devient] caduque ». Toutefois, le roi Henri III le choisit tout de même et Grégoire XIII, par bulle papale du 7 septembre 1579, l'institue sur le siège de Saint-Paul-Trois-Châteaux.
Malgré sa nomination par le roi, celle-ci pose problème au Parlement du Dauphiné dans la mesure où Thomas Pobel est étranger, puisqu'originaire du duché de Savoie. Cependant l'enquête démontre qu'étant né à Chambéry, en novembre 1547, et qu'à cette date le duché est occupé par la France, cette simple déclaration semble convenir.
Thomas Pobel entre en possession de son diocèse en 1581. Toutefois, une partie du territoire et des droits seigneuriaux se trouvent entre les mains des protestants,.
Il ne reste pas longtemps sur le siège épiscopal puisqu'il semble résigner au cours de l'année 1582, selon Albanès et le site catholic-hierarchy.org, ou 1583, selon Mugnier, en faveur de Jean-Baptiste de Gras ou Legras.

### Poursuite de sa carrière
Malgré sa résignation, il poursuit sa carrière ecclésiastique en Savoie. Il obtient ainsi divers bénéfices qui ont été facilités, souligne François Mugnier, par sa présence à la Cour papale.
Il devient ainsi prieur commendataire de Peillonnex (1585 jusqu'à sa mort) et de Ripaille (vers 1570/71 jusqu'à sa mort),,. Il est probablement doyen de Sallanches et plébain de Bonneville (vers 1596),,. Le prieuré de Bonnevaux est parfois donné, mais réfuté par Mugnier (1902).
Il devient abbé commendataire d'Entremont, vers la fin de l'année 1595,,.
Il est régulièrement auprès du duc Charles-Emmanuel Ier. Cette proximité lui permet d'être placé, mais pour la forme, sur la liste du duc de Savoie, pour devenir cardinal, en 1598. Thomas Pobel candidate par contre pour obtenir le siège vacant de Tarentaise, la même année. Le duc lui préfère l'ancien président de la Chambre des comptes de Savoie, Jean-François Berliet.
Il est au nombre des évêques lors du sacre de François de Sales, le 8 décembre 1602, à Thorens,.
Thomas Pobel meurt le 30 septembre 1619. On trouve l'année 1608 chez Joseph-Antoine Besson (1759), l'année 1612c hez Jean-Louis Grillet (1807) ou encore vers 1619 selon le site catholic-hierarchy.org.